# إدي كوبر
إدي كوبر (30 نوفمبر 1915 - 29 أكتوبر 1968) (بالإنجليزية: Edwin Cooper)‏ هو لاعب كريكت بريطاني (وحمل سابقاً جنسية المملكة المتحدة لبريطانيا العظمى وأيرلندا).

## وصلات خارجية
- إدي كوبر على موقع إي آس بي آن كريك إنفو (الإنجليزية)